# 李龍芸
李 龍雲（イ・ヨンウン、이용운、1914年 - 1987年10月19日）は大日本帝国海軍及び大韓民国海軍の軍人。最終階級はそれぞれ海軍少佐、海軍中将。第4代海軍参謀総長を務めた。日本名は山本龍雲。
陸軍少将の李龍文は弟。第15代国会議員の李健介は甥。

## 主要経歴
平壌生まれ。大韓帝国武官出身の父が病死すると生計のため靴屋を運営し、日本行きの船に乗った。1932年11月、東京高等商船学校航海科入学。1938年5月、東京高等商船学校卒業。商船学校を卒業すると、弟の龍文も日本に呼んだとされる。同年6月4日、海軍予備少尉。海軍砲術学校修了。連合艦隊所属戦艦航海士、掃海艇航海長、駆潜艇艇長、三江丸艦長などを務め、少佐まで昇進した。少佐にまでなれたのは日本人の養子であったからであるという。
太平洋戦争末期に船が米軍の爆撃によって沈没するが、無人島で生きながらえたという。
1945年、ラバウル在留朝鮮人民団長。
1949年、海軍特教隊第4期卒業、任中領 。第一艇隊司令官。
1950年6月27日、鎮海統制府作戦参謀。
1950年7月15日、海軍作戦局長（4代）。
1951年7月6日、PF-61艦（豆満江）艦長。
1952年11月10日、PF-63艦（大同江）艦長。
1953年9月、海軍士官学校校長（5代）。
1954年、准将に昇任。
1955年、海軍本部作戦参謀副長。
1956年、韓国艦隊司令官。
1957年、少将に昇任。
1959年2月23日、中将・第4代海軍参謀総長
1960年11月、予備役編入。
5・16軍事クーデターが起こり朴正煕が政権を掌握すると拘束され、のちにアメリカに亡命。ロサンゼルス近郊でモーテルを経営。以降金大中などの民主化勢力を支援した。一方で元側近の金炯旭が朴正煕政権の内部を暴露する回顧録を出版しようとした際には朴の側近金載圭と金炯旭との間で出版阻止の交渉を担当したとされる。
1975年1月に共同通信のインタビューにて「朝鮮戦争は南侵ではなく、北侵だった」と発言し、大きな波紋を呼んだ。
1978年4月9日、ロサンゼルスで開かれた韓国在郷軍人会米国西部創立総会に際しての記者会見で「一時の心理的衝撃に起因する過去の言動を深く反省し、祖国への忠誠心は変わらない」と表明した。共同通信で報道された「朝鮮戦争は韓国による北侵だった」は、朝鮮戦争勃発の10か月前に北朝鮮海軍艦艇が韓国の港を襲撃した報復として北朝鮮の港に艦隊を率いて進撃し、北朝鮮船を破壊して1隻拿捕したことを社交パーティーで話したが、これを日本人記者が誤解したためであるという。過去3年間この件を解明するのに非常に苦労したと語った。
1987年10月19日、ロサンゼルスの自宅で死亡。

## 受賞勲章
- 1951年 金星忠武武功勲章
- 1952年 レジオン・オブ・メリット（勲功章）および朝鮮戦争従軍記章
- 1953年 国際連合従軍記章

## 参考
- 霞関会 編『現代朝鮮人名辞典 1962年版』世界ジャーナル社、1962年。国立国会図書館書誌ID:000001031342。
- “6.25전쟁과 한국해군작전”.   해군발간 역사서. 2018年10月25日閲覧。
- 박동찬 (2014) (PDF). 통계로 본 6·25전쟁. 국방부 군사편찬연구소. ISBN 979-11-5598-010-1